# Skummeslövsstrand
Skummeslövsstrand est une localité de Suède située dans la commune de Laholm du comté de Halland. Elle couvre une superficie de 0,77 km2. En 2010, elle compte 491 habitants.